# ألان فيدال
ألان فيدال (بالإسبانية: Alan Vidal)‏ هو لاعب كرة قدم مكسيكي، ولد في 18 مارس 1993.

## وصلات خارجية
- ألان فيدال على موقع قاعدة بيانات كرة القدم.إي يو (الإنجليزية)